# Ctenogobiops aurocingulus
 Ctenogobiops aurocingulus es una especie de peces de la familia de los Gobiidae en el orden de los Perciformes.

## Morfología
Los machos pueden llegar a alcanzar los 8 cm de longitud total.

## Hábitat
Es un pez de clima tropical y asociado a los  arrecifes de coral que vive hasta los 20 m de profundidad.

## Distribución geográfica
Se encuentra en Australia, la China, Fiyi, Indonesia, el Japón (incluyendo las Islas Ryukyu), las  Islas Marshall, la Micronesia, Papúa Nueva Guinea, las Filipinas, Samoa, las Islas Salomón, Sri Lanka,  Taiwán y Tonga. 

## Observaciones
Es inofensivo para los humanos. 